# Opération militaire

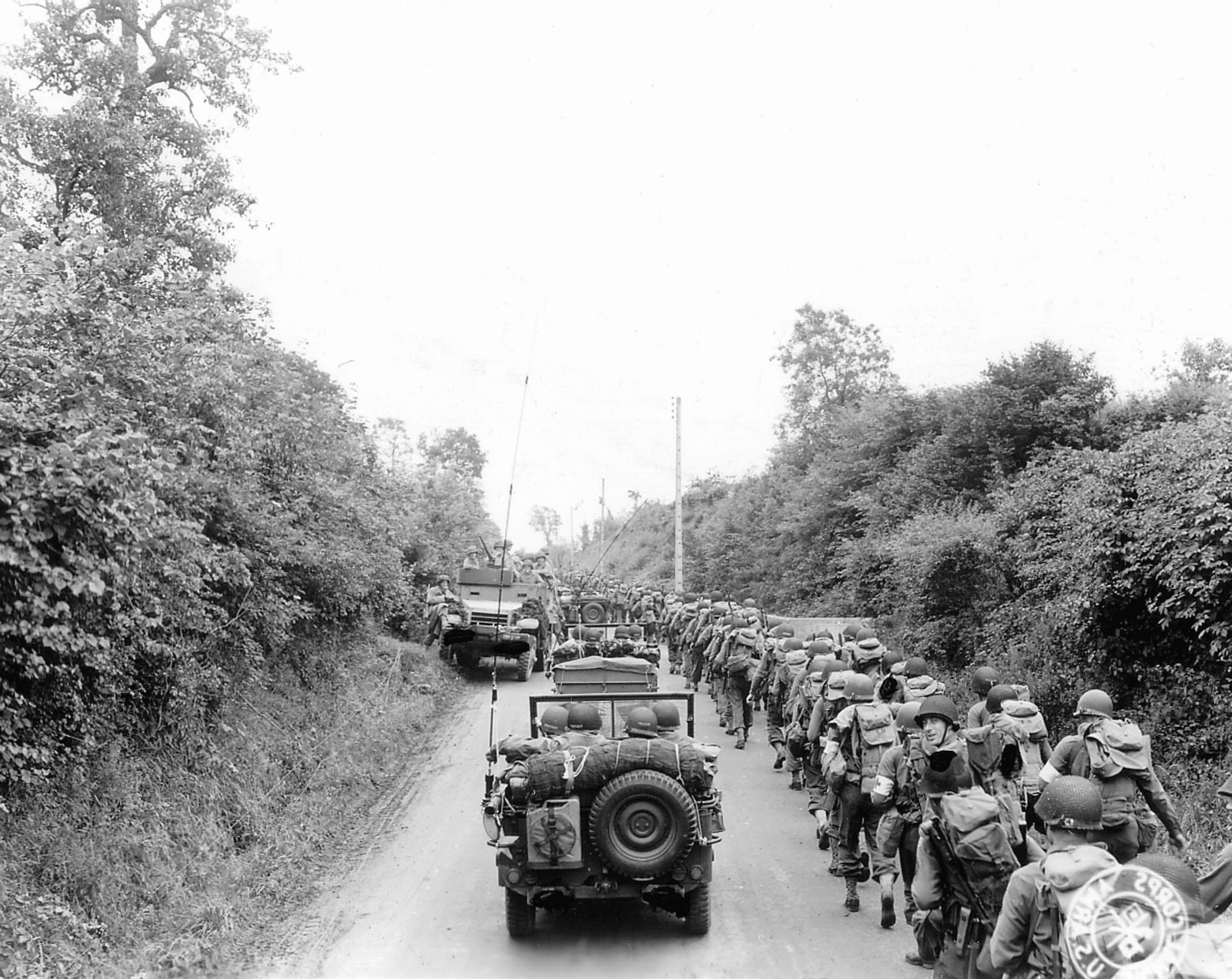
Concentration de troupes américaines en vue de mener la bataille sur le front de Saint-Lô, en juin 1944. Le commandement opérationnel dispose ses pièces sur l'échiquier.

Une opération militaire est une action planifiée (dates et horaires, moyens déployés, personnel, encadrement et objectifs) menée par des forces armées. Les opérations militaires peuvent combiner des opérations aériennes, des opérations terrestres et des opérations navales ; elles sont dites alors interarmées.

## Nommage
(février 2024).